# Essay

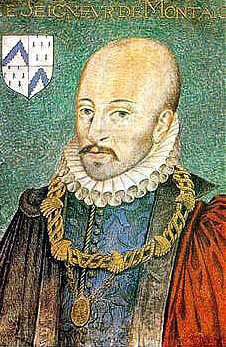
Michel de Montaigne

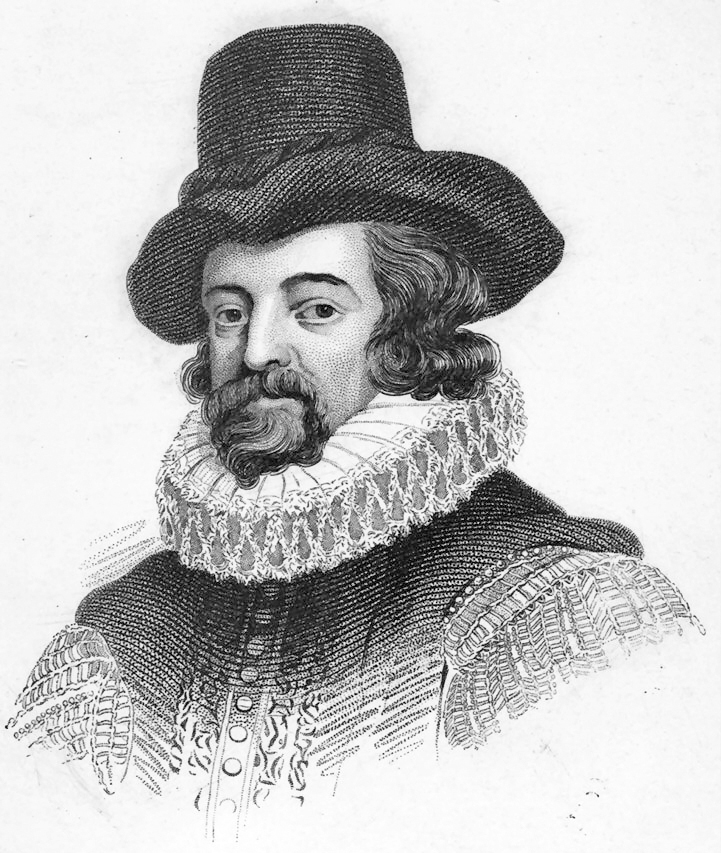
Francis Bacon

Een essay is een beschouwende prozatekst of artikel over een wetenschappelijk, cultureel of filosofisch onderwerp, waarin de schrijvers hun persoonlijke visie geven op hedendaagse verschijnselen, problemen of ontwikkelingen. Het is afgeleid van het Franse woord 'essai', wat zoiets betekent als probeersel of proeve. De schepper van dit literaire genre was Michel de Montaigne die in 1580 de eerste uitgave van zijn tweedelige 'Essais' publiceerde.

## Opbouw
Het essay (in de originele, uit het Frans afgeleide betekenis) is veelal een literaire tekst, die in dienst staat van het leveren van een overtuigend betoog, zij het zonder dat er sprake is van een expliciet gegeven wetenschappelijke verantwoording. De essayist legt graag dwarsverbanden die binnen een gespecialiseerd wetenschapsvak in de regel uit den boze zijn. 

Waar de wetenschap haar uitspraken het liefst met een haast oudtestamentische gestrengheid doet, lijkt het essay steeds voor de omweg te kiezen door historische dimensie te waarderen en particuliere observaties en door literatuur en andere nevengebieden in aanmerking te nemen. Het heeft daarbij een bredere onzekerheidsmarge nodig, een gebied waar de vlucht der gedachten vrij is, waar de geest mag speculeren en de taal moet verleiden.

Het essay onderscheidt zich van de column door zijn grotere lengte en door de diepgang die in de regel in een column niet gerealiseerd kan worden. Hoewel essays soms gepubliceerd worden in dag- en weekbladen, onderscheidt het genre zich duidelijk van de journalistiek doordat het niet gericht is op de actualiteit van de dag; juist de reflecterende geest die er zich in weerspiegelt maakt er de waarde van uit, ook op langere termijn. Een essay kan een korte tekst zijn of de lengte hebben van een volledig boek (zoals dat bijvoorbeeld het geval was met Alexander Popes An Essay on Criticism (1711) of John Lockes An Essay Concerning Human Understanding (1690)), of kan zelfs meer delen omvatten zoals Popes An Essay on Man (1733-1734). De grondleggers van het genre zijn Michel de Montaigne en Francis Bacon.

## Essayisten
In Nederland waren en zijn Multatuli, Edgar du Perron, Menno ter Braak, H.A. Gomperts, Karel van het Reve, Rudy Kousbroek, Cyrille Offermans, Jeroen Brouwers, Piet Meeuse en Joost Zwagerman auteurs die zich op het essay hebben toegelegd. Voor het genre is in Nederland de Jan Hanlo Essayprijs in het leven geroepen. Op 18 november 2018 werd de eerste Joost Zwagerman Essayprijs uitgereikt; Jilt Jorritsma was de eerste laureaat. In 2019 werd de prijs aan Jolanda van Benthem uitgereikt.
Essayisten uit België zijn/waren Dirk van Bastelaere, Patricia De Martelaere, Stefan Hertmans, Geert van Istendael, Dirk Lauwaert, Tom Lanoye, Eric Min, Pierre Ryckmans, Bart Verschaffel en Max Wildiers.
Binnen de Surinaamse letteren waren Rudi Kross en Anil Ramdas vertegenwoordigers van het genre. Voor de Arubaanse en Antilliaanse literatuur gelden Wim Rutgers, Henry Habibe en Quito Nicolaas als toonaangevende essayisten.
De Palestijnse dichter Mosab Abu Toha won in mei 2025 de Pulitzerprijs voor Essays over Gaza na 7 oktober 2023. Hij schreef in The New Yorker een serie essays over zijn ontsnapping uit Gaza daags nadat Israël de oorlog in Gaza was begonnen.